# Liste des princes de Liechtenstein
Cet article donne la liste des princes de Liechtenstein depuis la nomination de Charles Ier comme prince du Saint-Empire en 1608, puis la création de la principauté de Liechtenstein le 23 janvier 1719.

## Liste
| No  | Portrait            | Titulaire nom en allemand                             | Règne            | Règne            | Règne                      | Dynastie      | Notes |
| No  | Portrait            | Titulaire nom en allemand                             | Début            | Fin              | Durée                      | Dynastie      | Notes |
| --- | ------------------- | ----------------------------------------------------- | ---------------- | ---------------- | -------------------------- | ------------- | --- |
| 1   | Charles Ier         | Charles Ier Karl I. (1569-1627)                       | 20 décembre 1608 | 12 février 1627  | 18 ans, 1 mois et 23 jours | Liechtenstein | Après la bataille de la Montagne Blanche le 8 novembre 1620, Charles de Liechtenstein se vit attribuer par Ferdinand III le duché de Jägerndorf confisqué aux électeurs de Brandebourg en 1622. |
| 2   | Charles-Eusèbe      | Charles-Eusèbe Karl Eusebius (1611-1684)              | 12 février 1627  | 5 avril 1684     | 57 ans, 1 mois et 24 jours | Liechtenstein | Fils du précédent. |
| 3   | Jean-Adam Ier       | Jean-Adam Ier Johann Adam I. Hans Adam I. (1662-1712) | 5 avril 1684     | 16 juin 1712     | 28 ans, 2 mois et 11 jours | Liechtenstein | Fils du précédent. |
| 4   | Joseph-Wenceslas    | Joseph-Wenceslas Josef Wenzel (1696-1772)             | 16 juin 1712     | 12 mars 1718     | 5 ans, 8 mois et 24 jours  | Liechtenstein | Premier règne. Arrière-petit-neveu de Charles Ier et cousin du précédent. |
| 5   | Antoine-Florian     | Antoine-Florian Anton Florian (1656-1721)             | 12 mars 1718     | 11 octobre 1721  | 3 ans, 6 mois et 29 jours  | Liechtenstein | Oncle et beau-père du précédent. Petit-neveu de Charles Ier. Sous son règne est créée la principauté de Liechtenstein.                                                                          |
| 6   | Joseph Ier          | Joseph Ier Josef I. Johann Adam (1690-1732)           | 11 octobre 1721  | 17 décembre 1732 | 11 ans, 2 mois et 6 jours  | Liechtenstein | Fils du précédent. Beau-frère de Joseph-Wenceslas. |
| 7   | Jean-Népomucène     | Jean-Népomucène Johann Nepomuk Karl (1724-1748)       | 17 décembre 1732 | 22 décembre 1748 | 16 ans et 5 jours          | Liechtenstein | Fils du précédent. |
| (4) | Joseph-Wenceslas    | Joseph-Wenceslas Josef Wenzel (1696-1772)             | 22 décembre 1748 | 10 février 1772  | 23 ans, 1 mois et 19 jours | Liechtenstein | Second règne. Cousin et oncle par alliance du précédent. |
| 8   | François-Joseph Ier | François-Joseph Ier Franz Josef I. (1726-1781)        | 10 février 1772  | 18 août 1781     | 9 ans, 6 mois et 8 jours   | Liechtenstein | Neveu du précédent. |
| 9   | Alois Ier           | Alois Ier Alois I. (1759-1805)                        | 18 août 1781     | 24 mars 1805     | 23 ans, 7 mois et 6 jours  | Liechtenstein | Fils du précédent. |
| 10  | Jean Ier            | Jean Ier Johann I. Josef (1760-1836)                  | 24 mars 1805     | 20 avril 1836    | 31 ans et 27 jours         | Liechtenstein | Frère du précédent. |
| 11  | Alois II            | Alois II Alois II. (1796-1858)                        | 20 avril 1836    | 12 novembre 1858 | 22 ans, 6 mois et 23 jours | Liechtenstein | Fils du précédent. |
| 12  | Jean II             | Jean II Johann II. (1840-1929)                        | 12 novembre 1858 | 11 février 1929  | 70 ans, 2 mois et 30 jours | Liechtenstein | Fils du précédent. Il détient le troisième plus long règne européen après Louis XIV de France et Élisabeth II du Royaume-Uni.                                                                   |
| 13  | François Ier        | François Ier Franz I. (1853-1938)                     | 11 février 1929  | 25 juillet 1938  | 9 ans, 5 mois et 14 jours  | Liechtenstein | Frère du précédent. |
| 14  | François-Joseph II  | François-Joseph II Franz Josef II. (1906-1989)        | 25 juillet 1938  | 13 novembre 1989 | 51 ans, 3 mois et 19 jours | Liechtenstein | Fils du précédent. Il est le premier souverain de Liechtenstein à vivre exclusivement dans la principauté.                                                                                      |
| 15  | Hans-Adam II        | Hans-Adam II Hans-Adam II. (né en 1945)               | 13 novembre 1989 | en cours         | 35 ans, 3 mois et 20 jours | Liechtenstein | Fils du précédent. Il nomme régent du pays son fils héritier Alois en 2004. |

## Généalogie
- Hartmann II de Liechtenstein
  -  Charles Ier
    -  Charles-Eusèbe
      -  Jean-Adam Ier

  - Gundakar de Liechtenstein
    - Hartmann de Liechtenstein
      -  Antoine-Florian
        -  Joseph Ier
          -  Jean-Népomucène

      - Philippe-Érasme de Liechtenstein
        -  Joseph-Wenceslas
        - Emmanuel de Liechtenstein
          -  François-Joseph Ier
            -  Alois Ier
            -  Jean Ier
              -  Alois II
                -  Jean II
                -  François Ier

              -  François-Joachim de Liechtenstein
                - Alfred de Liechtenstein
                  - Aloïs de Liechtenstein
                    -  François-Joseph II
                      -  Hans-Adam II
                        -  Alois de Liechtenstein